# Алексий фон Бентхайм-Щайнфурт
Алексий Фридрих фон Бентхайм-Щайнфурт (на немски: Alexius Friedrich zu Bentheim und Steinfurt) е от 1817 г. княз на Бентхайм-Щайнфурт (на бившото графство Бентхайм) в Кралство Хановер и (бившото графство Щайнфурт) в Кралство Прусия. Неговата титла е: Княз и господар на двете графства Бентхайм и Щайнфурт, също граф на Текленбург и Лимбург, господар на Реда, Вевелингховен, Хоя, Алпен и Хелфенщайн, наследствен фогт на Кьолн.

## Биография
Роден е на 20 януари 1781 година. Той е син на граф и княз Лудвиг Вилхелм Гелдрикус Ернст фон Бентхайм-Щайнфурт (1756 – 1817) и съпругата му принцеса Юлиана Вилхелмина фон Шлезвиг-Холщайн-Зондербург-Глюксбург (1754 – 1823), дъщеря на херцог Фридрих фон Шлезвиг-Холщайн-Зондербург-Глюксбург (1701 – 1766) и графиня Хенриета Августа фон Липе-Детмолд (1725 – 1777). Братята му са Вилхелм Фридрих Белгикус (1782 – 1839), австрийски фелдмаршал-лейтенант, Лудвиг Казимир Хайнрих Вилхелм Клеменс (1787 – 1876) и Карл Франц Евгений (1791 – 1871). Негови сестри са Хенриета София (1777 – 1851), омъжена 1802 г. за княз Карл Лудвиг Август фон Золмс-Хоензолмс-Лих (1762 – 1807), и София Поликсена Каролина (1794 – 1873), омъжена 1823 г. за ландграф Карл фон Хесен-Филипстал-Бархфелд (1784 – 1854).
На 19 ноември 1813 г. Щайнфурт е под суверенитет чрез Кралство Прусия. На 24 ноември 1813 г. Бентхайм е окупиран от Курфюрство Хановер. Баща му Лудвиг е издигнат на княз на 21 януари 1817 г. от пруския крал Фридрих Вилхелм III.
На 20 август 1817 г. Алексий Фридрих наследява баща си и става шеф на младата линия на фамилията Бентхайм-Щайнфурт. Годишните му доходи вероятно са 160 000 гулдена.
През 1821 г. Алексий Фридрих е съден от линията Бентхайм-Текленбург-Реда заради собствеността на графствата Бентхайм и Щайнфурт и след дълги процеси той получава правата.
През 1823 г. получава чрез преговори с Кралство Прусия собственостите Йоанитския коменде Бургщайнфурт и на манастирите Витмаршен и Френзвеген. На 16 март 1823 г. получава от Кралство Хановер правото да управлява в Бентхайм. На 10 юли 1848 г. той губи тези права и на 1 септември 1848 г. предава управлението в Бентхайм на Кралство Хановер.
Той започва реставрирането на занимарения замък Бентхайм и строи лечебна баня в Бентхайм. Алексий Фридрих е 1847 г. член на провинциалния ландтаг Вестфалия, от 1854 г. официално член на „пруския Херенхауз“, без да е активен там. Т
Умира на 3 ноември 1866 година на 85-годишна възраст.

## Фамилия
Алексий Фридрих се жени на 17 октомври 1811 г. за принцеса Вилхелмина Каролина Фридерика Мария фон Золмс-Браунфелс (* 20 септември 1793; † 12 ноември 1865), дъщеря на княз Вилхелм Христиан Карл фон Золмс-Браунфелс (1759 – 1837) и графиня Франциска Августа фон Залм-Грумбах (1771 – 1810). Те имат шест деца:
- Лудвиг (1812 – 1890), главен наследник, женен на 27 юни 1839 г. в Бархфелд за принцеса Берта фон Хесен-Филипстал-Бархфелд (1818 – 1888), дъщеря на ландграф Карл фон Хесен-Филипстал-Бархфелд (1784 – 1854) и първата му съпруга принцеса Августа фон Хоенлое-Ингелфинген (1793 – 1821)
- Вилхелм Фердинанд Лудвиг Бернхард Евгений (1814 – 1849)
- Юлиус Арнолд (1815 – 1857)
- Карл Евервин (1816 – 1854)
- Аугуста Юлиана Хенриета Амалия София Шарлота (1817 – 1880)
- Фердинанд Ото (1819 –1889), женен на 19 декември 1850 г. за графиня Каролина фон Валдщайн-Вартенберг (1822 – 1851)